# 魁皇博之
魁皇 博之（かいおう ひろゆき、1972年（昭和47年）7月24日 - ）は、福岡県直方市出身で友綱部屋に所属した元大相撲力士。本名は古賀 博之（こが ひろゆき）。最高位は東大関。愛称はキンタ、ゴリラ、ゴリライモ。血液型はA型。
得意手は左四つ、寄り、上手投げ、小手投げ。好物はステーキ。
引退後は年寄・浅香山を襲名し、浅香山部屋を設立している。

## 来歴

### 入門まで
3人兄弟の末っ子として生を受けた。出生時の体重が4250グラムの巨体であった。直方市立直方東小学校時代は空手を習っており、小学4年のころから福岡県の相撲大会に出場していた。直方市立第二中学校2年生の時に、友人からの誘いで柔道をはじめ、中学3年生時点で握力は85キロあったという。その巨体から、相撲部顧問の教師に相撲を勧められ、町内の相撲大会に出場していたが、実力的にはまだまだ取り立てて強かったわけでもなく相撲を取るのが楽しかったという思い出もなかったという。
入門前は、元大関北天佑の大ファンだったと言われている。北天佑も魁皇も、共に上手からの強烈な投げ技が持ち味の「怪力大関」と言われた。
中学時代、友綱部屋の後援者が相撲大会を観戦しており、勧誘されたことがきっかけで卒業後に友綱部屋に入門した 。進路に迷っていた際に友綱部屋の稽古を見学に行き、ちゃんこを食べさせてもらい本場所のチケットももらった。「なんとなく断れない状況だった。おれって、嫌と言えない性格だから」と後に振り返っている。古賀少年の「俺、九重部屋にでも見学に行こうかな」という何気ない一言を聞いた周囲の大人が、角界入りする意志があるのだろうと早とちりして入門を根回ししたという話もある。

### 入門後
1988年3月場所で、「古賀」の四股名で初土俵を踏んだ。同期には大海（後に64代横綱・曙）、貴花田（後に65代横綱・貴乃花）、若花田（後に66代横綱・3代若乃花）、和歌乃山（後に小結）、力櫻（後に幕内、プロレスラーに転向）など有望な新弟子がおり、「花の六三組」とも称された。貴乃花・和歌乃山・力櫻とは同い年・同学年であった。なお、入門当初は力士の名前をほとんど知らず、勧誘を受けるまで相撲部屋の存在すら知らなかった（当時はインターネットなど存在しなかったので相撲について気軽に知ることはできなかった）。
初めて番付に載った同年5月場所では負け越すなど滑り出しは良くなく、相撲嫌い と慣れない上京生活に苦しみ、入門半年後に脱走を試みたが、脱走先が後援者の家であったためすぐに連れ戻されてしまい、本人も脱走という行為に後悔を感じて部屋に戻る。その後は、花田兄弟や曙のような超特急の昇進とはいかないもののスピード出世を果たし、幕下時代の1991年九州場所で5勝2敗と勝ち越した。
1992年初場所で十両昇進。親方の「頂点を極めてほしい」との希望から四股名を「魁皇」と改名。1993年5月場所で新入幕となり、若手の有望株として注目を集めた。

### 入幕後・幕内初優勝達成
新入幕場所は4勝11敗と大きく負け越し十両に陥落したが、同年11月場所に再入幕し10勝を挙げ、1994年3月場所には対横綱戦初挑戦で曙を下し、初金星を獲得したほか、若ノ花、武蔵丸の2大関を下すなど、初の三賞となる殊勲賞を受賞した。翌5月場所には小結に昇進し、1995年1月場所の新関脇場所から13場所連続で関脇に在位した(豪栄道に次ぐ歴代2位)。
その後も度々三役に上がり、大関候補として期待を寄せられたが、1997年5月場所11日目の貴ノ浪戦で左太股を故障し、怪我の回復が遅れて3場所連続休場するなど、足踏みする時期が長く続いた。大関昇進までに2度の優勝同点、4度の優勝次点、史上3位の15回の三賞受賞などを記録し、強豪力士の一人として曙・貴乃花全盛の1990年代の土俵に在った。1999年5月場所では終盤8連勝で12勝し敢闘賞を受賞したが、次の場所は8勝で終わり、11月場所では終盤9連勝で11勝し敢闘賞を受賞したが、次の場所で7勝と負け越した。この2000年1月場所は千秋楽7勝7敗で、初優勝を狙う武双山を相手に負けて優勝を献上し、自身は負け越しで6場所ぶりに関脇から陥落しただけに、後に本人も「あれほど屈辱的なことはなかった」と悔いている。周囲からもここまで言われるのかと思うほどきついことを言われた魁皇は、それまで全くしてこなかったウエイトトレーニングを導入し、左腕や体の前面の筋肉の弱さを補った。
小結で迎えた2000年5月場所では、14勝1敗で幕内初優勝を果たす。福岡県出身力士としての優勝は1932年3月場所の小結沖ツ海（9勝1敗）以来2人目で、68年ぶりの快挙であった。「賜杯は重い。優勝の重さを感じた。何回も夢に見たんだ」と悲願の初優勝の感想を語った。
次の翌7月場所は通算7回目の大関取り場所となり、横綱・貴乃花に3場所連続勝利するなど11勝4敗とし、場所後の臨時理事会・番付編成会議ではわずか2分の審議で満場一致で大関昇進が決まった。なお魁皇の関脇在位は21場所で、当時長谷川・2代目琴錦（二人共元関脇）と並ぶ史上1位タイの記録であったが、のちに大関となった力士は魁皇のみである。また三役（関脇・小結）在位は32場所で、2代琴錦の34場所に次ぐ史上2位の記録である。昇進伝達式では「謹んでお受け致します。大関の地位を汚さぬようけいこに精進します」と口上を述べた。3場所通算33勝で大関昇進の目安は満たすものの、最近の大関昇進の勝ち星数の平均からは劣るという指摘に審判部長の境川（元横綱・佐田の山）は「勝ち星数じゃない。ポカがあってもいい。強いと誰もが認めたんだ」と述べ、力士としての力の「絶対評価」で大関昇進を決めたことを強調した。

### 大関時代
大関昇進は千代大海・出島・武双山・雅山らに遅れをとったが、大関としては合計4度の優勝(2001年3月場所、2001年7月場所、2003年7月場所、2004年9月場所)を経験した。しかし、怪我の多さや精神的な脆さが露呈し、途中休場して綱取りのチャンスを無下にしてしまうことも多かった。
32歳となる2004年は、全場所で二桁勝利を記録。9月場所には千秋楽で朝青龍に勝ち13勝2敗で5回目の優勝を遂げた。4度目の綱取りとなる翌11月場所では、2003年3月場所から続く日本人横綱不在に終止符を打って欲しいという期待が集まった。しかし初日に琴光喜に負け10日目に新鋭だった白鵬にも負け2敗、さらに12日目に雅山に負け3敗を喫し優勝争いから脱落。それでも「千秋楽で横綱朝青龍を破っての優勝次点なら昇進の可能性がある」との発言が当時の押尾川（元大関大麒麟）審判部長からあり、千秋楽の結びの一番への期待が高まった。千秋楽では朝青龍を万全の相撲で下し12勝3敗、横綱昇進決定かと思われたが、結局昇進は見送られた。翌2005年1月場所までも綱取り場所とされたが、怪我で途中休場して失敗に終わった。
2005年1月場所から2006年3月場所までは、途中休場により翌場所大関角番・角番脱出の繰り返しが続き、大関の地位を辛うじて維持するという状況だった。特に9回目の大関角番となった2006年3月場所は、序盤から本来の相撲が取れず負けが先行すると引退を示唆したが、師匠の友綱親方（元関脇魁輝）と相談の上、もし負け越して大関陥落が決まれば引退する決意も固めていた。12日目朝青龍に敗れ5勝7敗と絶体絶命だったが、魁皇はそこから踏ん張って出島・琴光喜に連勝し14日目で7勝7敗に。そして千秋楽では朝青龍と優勝を争った白鵬（当時関脇）を寄り切って8勝7敗、辛うじて勝ち越しを決め角番を脱した。2006年5月場所以降は、千秋楽まで皆勤出場場所が増えたものの、成績は10勝すらままならず勝ち越しても8・9勝と1桁勝ち星がやっとの状態が多く、何度も引退の危機を迎えていた。
2007年9月場所4日目の小結安馬（現・日馬富士）戦で、幕内通算706勝を達成したが、その2日後、右太腿の負傷を悪化させ途中休場となった。翌11月場所は、2006年同様に再起をかける場所となったが、14日目で勝ち越して11度目の角番を脱出、引退の危機から免れた。
2008年8月のモンゴル巡業では、当時の両横綱朝青龍、白鵬などモンゴル出身力士以上の大人気ぶりだった。2008年11月場所前、大関琴欧洲との稽古で右足を痛め、休場が濃厚だったが強行出場した。しかし、3日目に前頭2枚目若の里との取組み中に左腕まで痛めてしまい途中休場した。

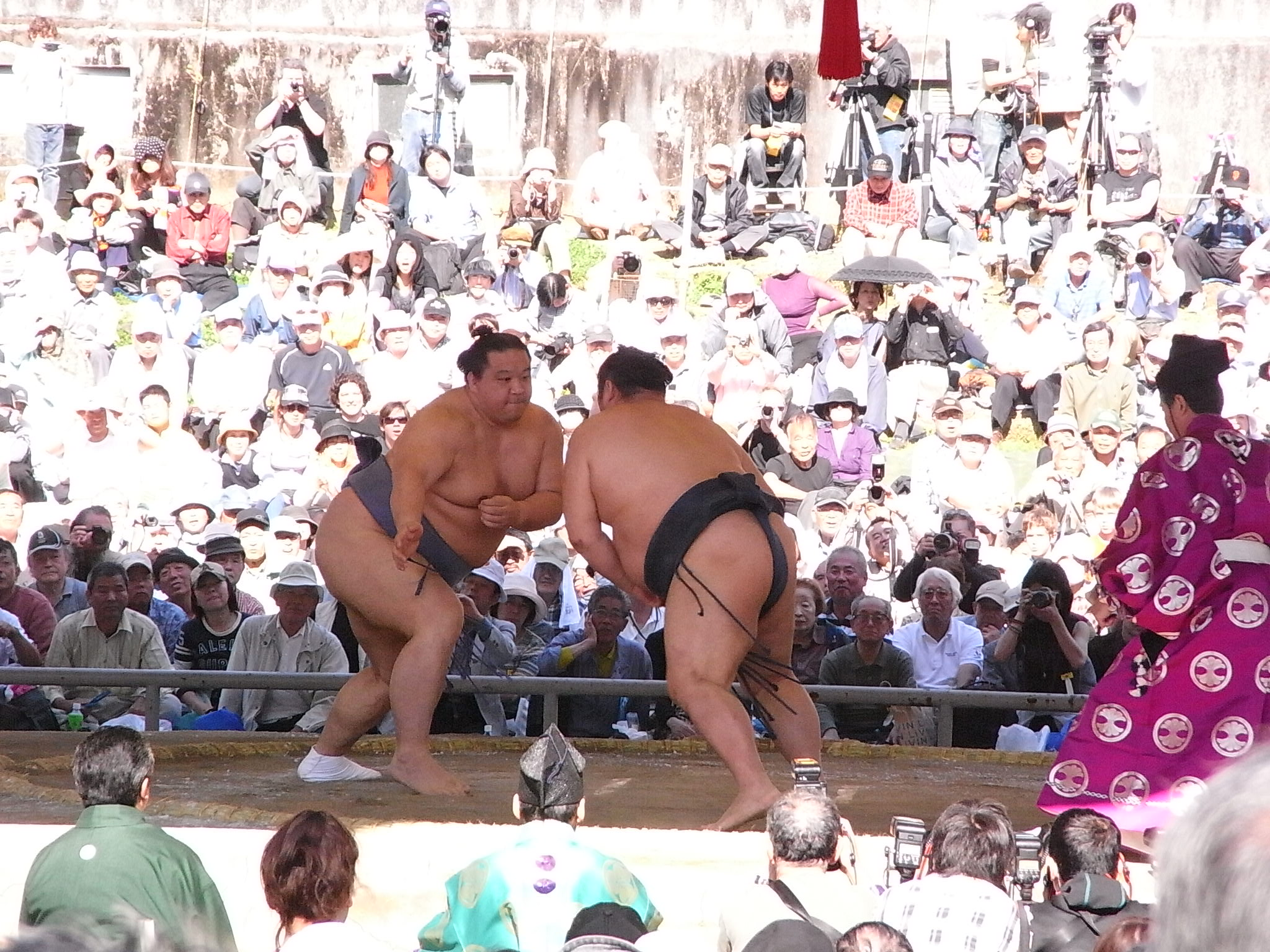
靖国神社奉納大相撲での大関魁皇関（2009年4月10日撮影）

2009年頃からは満足な稽古もままならず、千代大海と共に角番を繰り返す状況を見かねた横審が「累積5回の角番で降格や引退勧告」なる具体案まで出すほどの風当たりの厳しさとなった。1月場所は千代大海と並んで1位タイとなる、12度目の大関角番となった。進退を賭けて場所入りし、12日目に前頭3枚目豪風を破って角番脱出、同時に引退危機も乗り越えた。その後3連敗したため場所を8勝7敗で終えた。その場所直後に虫垂炎で緊急入院、手術はせず薬で治療したが協会の公式行事は休場した。
2009年11月場所で幕内在位が98場所となり、元関脇・高見山の97場所を超える大相撲史上第1位の記録を達成した。同場所3日目に関脇・把瑠都を破って史上3人目の通算800勝を果たし、九重親方（58代横綱・千代の富士）は「私の幕内807勝（史上1位）を超えて欲しい」とエールを送った。さらに同場所10日目、大関琴欧洲を押し倒しての勝利で幕内805勝を達成、55代横綱北の湖の804勝を超えて幕内勝利数が単独第2位の記録となった。この年は2005年以降では最多となる年間48勝を記録した（2005年が39勝、2006年が40勝、2007年が44勝、2008年が43勝）。なお、この年は全6場所の成績がすべて8勝7敗であった。

### 幕内（808勝）・通算（1,046勝）各最多勝利更新
2010年1月場所2日目に前頭2枚目豪栄道に勝ち、19年ぶりに横綱・千代の富士の持つ幕内通算白星807勝に並んだ。3日目にはその千代の富士の愛弟子である千代大海（当時・関脇）に対し、豪快な送り投げで勝利し、幕内通算808勝を達成して史上単独1位になった（千代大海はこの取組を最後に引退）。10日目には引き落としで日馬富士戦の連敗を8で止め、さらに13日目には2006年3月場所以来23場所ぶりに横綱白鵬を破り、白鵬戦での連敗を17で止めた。白鵬はこの敗北の翌日から63連勝を記録している。14日目には稀勢の里を上手投げで破って勝ち越しを決め、千秋楽でも同4枚目垣添を送り倒しで勝利し、8場所ぶりの9勝6敗で終えた。

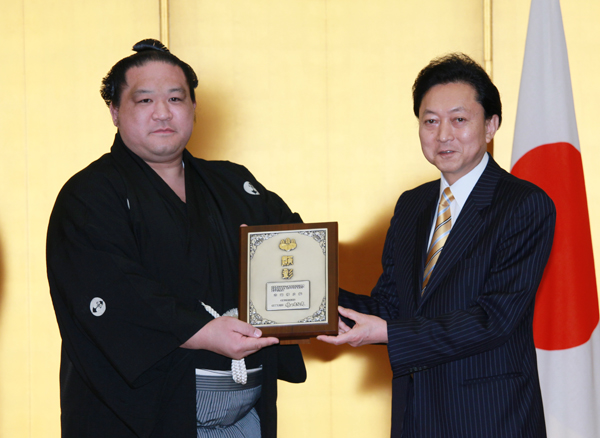
2010年4月26日、総理大臣官邸での内閣総理大臣顕彰式で鳩山由紀夫内閣総理大臣から盾を授与される

2010年3月場所で幕内通算在位が100場所を迎え、この場所も8勝7敗と勝ち越した。3月30日、幕内在位100場所達成及び幕内通算勝利数を更新した功績を称え、日本政府は内閣総理大臣顕彰を魁皇に授与することを決定し、4月26日に総理大臣官邸で顕彰式が執り行われた。
2010年5月場所で十両以上の関取在位場所数が、史上単独1位である111場所となった。さらに千秋楽にて琴欧洲を破り、大相撲史上二人目となる通算1,000勝を達成した。2010年7月、場所前に大関琴光喜が解雇されたため、大関以上の日本人力士は魁皇のみとなり、同時に幕内最高優勝経験を持つ唯一の現役日本人力士ともなった。翌9月場所に13回目の大関角番を迎えたが14日目に勝ち越して角番を脱出した。
2010年11月場所は初日に安美錦に敗れるも、2日目から12日目まで11連勝の快進撃を続け優勝争いを演じた。13日目に1敗の白鵬、14日目に同じく1敗の同9枚目豊ノ島に敗れ優勝争いから脱落したが、千秋楽に大関把瑠都を破って2004年11月場所以来36場所ぶりの12勝3敗の好成績を挙げた。
2011年1月場所12日目に把瑠都を破って、大相撲史上初となる通算100場所勝ち越しを達成した。2011年5月技量審査場所12日目には、大相撲史上単独1位となる幕内出場回数・1,431回目を達成した。千秋楽では白鵬に右上手を掴んでの寄り切りで勝ち、通算勝ち星を1,044勝とした。
翌7月場所は、千代大海と並ぶ史上1位タイの大関在位数65場所目を迎えた。同場所では初日から3連敗し苦戦を強いられたものの、4日目で千代の富士の持つ通算1,045勝に並び、5日目に2勝目をあげて、通算勝星史上単独1位となる通算1,046勝の記録更新となった。その後は7日目に3勝目を挙げたが、この日の通算1,047勝目が現役最後の勝利となった。

### 現役引退
2011年7月場所10日目の琴欧洲戦は、押し出されて3勝7敗となり、負け越しがほぼ確定的となった時点で、10日目の取組後記者懇談で「気力が出なくなった」と漏らし、宿舎に戻り師匠と話し合った末、現役を引退することを決めた。翌11日目の引退会見での魁皇は「最高の相撲人生でした。もう悔いも後悔も一切ありません」と安堵の笑みを浮かべながらインタビューに応えていた。
角番制度を利用すれば大関在位記録を歴代1位の66場所に伸ばすことができたが、戦友・千代大海への配慮からあえてそれをせず大関在位65場所で打ち止めた。
初土俵以来23年以上の長きに渡る現役生活、また2000年9月に大関に昇進して以来、10年以上に渡り関脇に一度も陥落することなく大関の座を守り続けた。また2007年9月場所の番付で、35歳の大関となり戦後最高齢記録を更新、2010年3月場所には昭和以降の最高齢大関在位記録をも更新した（2011年7月場所引退時で38歳11か月、従来は1932年10月場所、能代潟の37歳6か月）。2011年版ギネス世界記録に「幕内通算846勝」「幕内在位103場所」として掲載された。
福岡県知事・小川洋は2011年8月20日に、魁皇の長年の功績を讃えて「福岡県民栄誉賞」を故郷の直方市で贈った。また直方市も魁皇に「特別市民文化栄誉賞」を贈った。
断髪式と引退相撲は2012年5月27日に両国国技館で行われ、同期の貴乃花や曙ら、約340人がはさみを入れた。「正直に言えば、いろんなところでこみあげてくるものがあった。親の時は、がまんできなかった」と述べた。止め鋏の前には、史上単独1位となる通算1046勝目を挙げた取組の実況が再現され、約1万人の観衆でぎっしりと埋まった館内が“魁皇コール”に包まれると魁皇は「鳥肌が立った。最高の一日だった」と涙を流した。

### 年寄：浅香山として

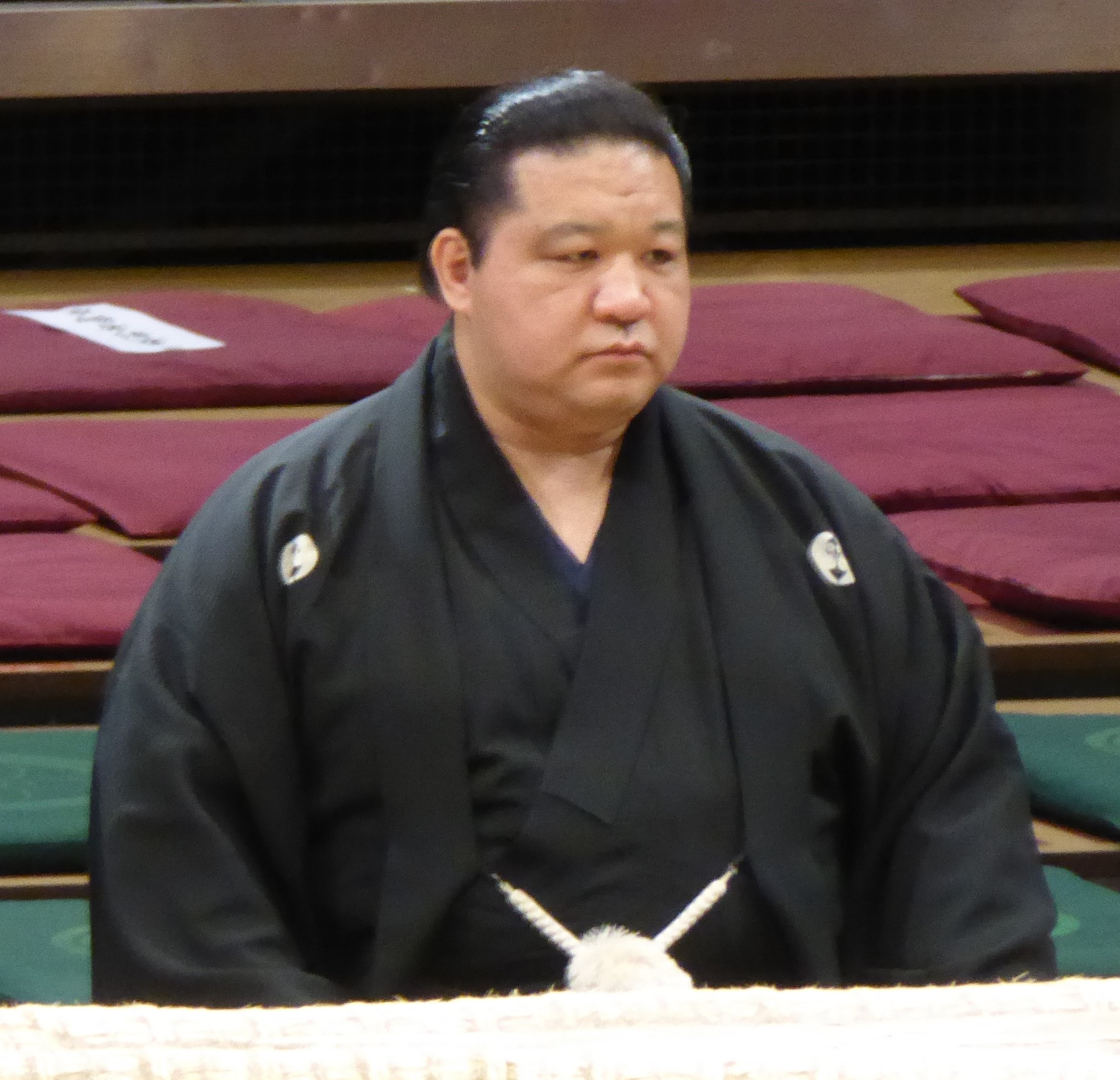
土俵下で審判を務める浅香山親方（2016年5月22日撮影）

引退相撲後の2013年3月からスポーツニッポン紙上で「我が道」を連載。また2013年2月の日本相撲協会役員改選に伴う人事異動では、地元である九州場所担当年寄に指名された。
2013年10月、2014年中に友綱部屋から独立して、東京都墨田区内に浅香山部屋を創設する意向であることを明かした。2014年1月30日の日本相撲協会理事会で、2月1日付で友綱部屋より独立して浅香山部屋を設立することが認められ、部屋持ち師匠として新たなスタートを切った。
2014年4月に発表された新たな職務分掌では委員に昇進し、審判部に配属された。
2019年7月場所後の番付編成会議で魁勝旦祈が浅香山部屋初の関取昇進を果たした。奇しくも元魁皇の47歳の誕生日に発表された。
2020年1月場所12日目には幕下の取組における勝負審判の職務中に土俵下に落下した幕下力士に直撃して右の股関節付近を痛め、車いすで両国国技館内の相撲診療所に直行した。「足を開いていたのを閉じようとしたら、その上に落ちてきた。右の股関節。音がしたので切れたと思う。右はやったことない。紋付きで（診療所に）行くなんて」と本人は痛みをこらえながら苦笑い。
2021年3月31日、照ノ富士春雄の大関復帰昇進の伝達式では、同じ一門の高島理事に同行し、使者を務めた。また同年7月21日、照ノ富士の横綱昇進の伝達式でも、高島理事に同行して使者を務めている。横綱に昇進した照ノ富士を指して「諦めなければこうなれる」と祝福した。
2023年2月1日付で審判部副部長に昇格。委員から役員待遇委員となり、理事会に出席する立場となった。2024年1月26日に、2月2日に開催される理事選が無投票となることが決定したため、立候補した浅香山は改選により理事に新任することが決定。同年3月25日の評議員会で理事就任が承認された。
2024年1月場所の職務は、体調不良のため12日目から休場。
貴闘力が2024年3月場所中に公開した談話によると、宮城野部屋閉鎖が決定的となった情勢で、同場所中に元白鵬の宮城野が協会が処遇を再考するように協会を説得してほしいと浅香山に頼んだという。

## 取り口
握力・腕力が非常に強く、入門して2年で、握力は90キロに到達。全盛期では110キロを記録し、入幕した頃には既にリンゴを握りつぶせたほどであった。左四つ右上手が絶対の形。右四つになることはまずないが、大関挑戦時に身につけた右からのおっつけで脇の固さも特徴である。
最も得意としたのは右からの豪快な上手投げ、小手投げで、魁皇の代名詞となった。一度右上手を取れば230kgを超える曙や武蔵丸ですら転がり、貴乃花に至っては土俵中央から土俵外へ吹っ飛んだほどである。小手投げに関しては、手繰りを活かして相手の肘を極めながら両手で抱え、力任せに横へ向かって打ち、浪之花、栃乃洋、琴龍、栃東、玉乃島、豪栄道、豊ノ島ら多くの力士がこれを受け、それぞれ左の肩、肘を負傷した。中でも浪之花は引退の直接的な原因となるほど深い負傷であり、玉乃島は怪我をして以降左腕が泣き所となってしまい、長期に渡り苦しんだ。数々の力士の腕を怪我させたことから、四股名をもじって「破壊王（魁皇）」と呼ばれ、重戦車と比喩されることも多かった。
1995年頃は相撲の技術も発展途上であり、力任せで粗削りな取り口であるため、取りこぼしが多かった。右上手をガバっと脇を開けて横から取りにいくため、体が右に傾き、相手に付け込まれる隙があった。若い頃からスピード型力士に手を焼き、そうした力士との取組では廻しを取れずにスピードに攪乱されるパターンが多く、若手時代は琴錦が、ベテランの域に入ってからは日馬富士が苦手であった。また、精神的に脆く連敗癖があり、上位に定着しながら大関になかなか昇進できなかった。小心さは大関昇進前から広く知られており、「気が優しくて力持ち」と言われる反面、「怪力だが気が弱い」「蚤の心臓」と揶揄されることもあった。若い頃からスピード型力士に手を焼き、そうした力士との取組では廻しを取れずにスピードに攪乱されて黒星を喫するパターンが多かった。若手時代は琴錦が、ベテランの域に入ってからは日馬富士が苦手であった。
強引な投げで鮮やかな勝ちを収める相撲スタイルの代償として、大関昇進後は腰痛など怪我に悩まされることが多くなった。場所ごとの好不調の波が激しく、好調な時は横綱をも負かすが、不調な時は平幕にあっけなく負けることもあった。30代半ば過ぎから休場と角番が増え、この頃には両差しから体格を利して一気に寄るという相撲も見せるが、一方で立合いの駆け引きや変化・引き技に頼り、長年の経験と勝負勘で取る相撲も増え、「勝っても首を捻る」光景がしばしば見られた。それでも守勢に回った際、手繰りや小手投げでしのぎつつ、時折左四つや突き押しを放ち豪快な相撲も見せていた。右上手を掴んだ際に沸き起こる観客の声援は非常に大きく、魁皇の相撲の型が広く知られていることを示していた。
現役最晩年では怪我や加齢による衰えも顕著となり、立合いの鋭さ・重さに欠け、握力も70キロ台にまで落ちていた。左四つに組むことが難しくなり、組んでも左四つ得意の若手（稀勢の里、琴奨菊など）や、もろ差しがうまい豊ノ島には分が悪くなっていた。太ももの故障を抱えてからは、左右の動きが激しい相手に対処できずあっけなく土俵を割ることが増え、また上手投げが難しくなり叩きが増える相撲も多かった。
朝青龍には12勝25敗と相性がやや悪かったが、朝青龍戦の12勝は白鵬（13勝）に次ぐ勝星である。そのうち2回は2連勝していた。白鵬には全盛期を過ぎたせいもあって全く歯が立たず、対戦成績は6勝27敗と大きく負け越していた。特に白鵬が大関に昇進してからは連敗が続き、大関時代の取組では1勝も出来なかった。白鵬の横綱昇進後も長らく勝てないまま17連敗していたが、ようやく2010年1月場所に白星を挙げた。2011年5月技量審査場所の千秋楽、7場所ぶりに白鵬を寄り切って勝利し、これが横綱白鵬との現役最後の対戦となった。
土俵上で制限時間一杯になると、最後の塩を撒いて締め込みを3回叩いた後、柏手を打って、もう1回叩いて仕切っていた。

## エピソード

### 四股名
四股名に入っている「皇」の文字は出身の直方市がかつて「皇方」と表記されていたことに由来し、これをとって師匠の友綱がつけた。

### 現役時代の人気
現役当時の力士の中では、高見盛（最高位・小結）を凌ぐほどの、一番人気の高い力士の一人であった。福岡県出身だけに、福岡市で開催される九州場所での館内での声援は絶大で、11月場所（九州場所）での声援は他の力士を圧倒していた。
モンゴルでも人気が高く、白鵬の父であるジグジドゥ・ムンフバトが魁皇の大ファンで、白鵬を通じて魁皇に薬膳料理の食材を贈ろうとした。魁皇は、仕切り中に咳をすることが多いが、それを見た白鵬の父が魁皇を心配してのことで、白鵬は当時まだ関脇で、「大関の魁皇関に対して、関脇の分際でそんなことをすれば失礼になる」と言って、難色を示した。「平成の大横綱」となった白鵬は、魁皇の引退に「まさかだよね。場所前はそういう雰囲気ではなかった」と驚きながらも「名大関と対戦した事を誇りに思う。一番横綱に近い大関だった」と振り返っていた

### 郷土力士として
魁皇の現役時代、地元の直方市では魁皇が勝利した場合、取り組みが終わった直後に花火が打ち上げられていた。当初は花火の打ち上げ免許を持つ男性が花火の打ち上げを担当していたが、2011年1月にその男性が亡くなってからは、地元の魁皇後援会の若者たちが花火の打ち上げを引き継いでいた（最後には、魁皇が引退した翌日の2011年7月20日に、魁皇と花火の打ち上げを行っていた男性に向けた感謝の花火打ち上げが行われた）。また、直方市の銘菓「成金饅頭」でも、地元出身の力士である魁皇を応援するため、11月場所の時には魁皇の焼印を押したものが販売されることもあった。

直方駅前に設置されている魁皇の銅像

2014年には地元直方市の直方駅前に銅像が設置され、同年10月26日に除幕式が行われた。この銅像は除幕2日後に落書きが見つかり、同年10月から11月にかけてにさがり2本が計7回折られるなど相次ぐいたずらに見舞われ、これを受けて市は被害届を提出し、12月に防犯カメラ2台を設置するという対応に追われた

### 特急列車「かいおう」
2001年10月に九州旅客鉄道（JR九州）筑豊本線・篠栗線（福北ゆたか線）博多駅 - 直方駅間で運行を開始した特急列車の名称「かいおう」にも採用された。人名、しかも存命中（さらに言えば、運行開始時に現役で活動中）の人物の名前がJRグループの列車名に採用されることは極めて異例で、出発式には魁皇本人も出席し、テープカットを行った。「かいおう」の運行決定は、魁皇が3度目の優勝をした2001年7月場所後だったが、翌9月場所は途中休場していた。魁皇の引退後も、JR九州は「かいおう」の名称について「（現時点では）改称の予定はない」とコメントしている。

### 妻との関係
妻は元プロレスラーの西脇充子。出会いは充子が卵巣がんの闘病生活を送る頃、「力士と会うと元気になるから」と病状を心配する知人に紹介されたのが、当時小結の魁皇だった。魁皇は充子との初対面の印象を「どんなに弱々しい女性が来るかと思ったら、美容師の友人が染めてくれたという金髪の頭で、すごい元気なんですよね。おまけに後輩のアジャ・コングまでいるし（笑）。『騙された～』と思ったくらいでしたよ」と振り返る。意気投合した二人はやがて交際を始め、魁皇が大関昇進前の1999年6月に結婚している。充子のほうが5歳年上の「姉さん女房」で、「ミッちゃん」「ヒロくん」と呼び合う仲だが、当初より「奥さんのほうが強そうだ」「（魁皇は）酒に強く妻に弱い」と評されるほどで、なかなか大関昇進がかなわない魁皇を叱咤激励し続けた。結婚式で充子は「浮気をするなら私にばれないように、責任をもって。自分でケツがふけるならばどうぞ」とくぎを刺し、魁皇は「絶対しません」と答えるしかなかった。夫妻の間に子供はいないが、これはそもそも充子が卵巣がんにより卵巣を摘出して子供を産めなくなったため。
西脇は現役時代の魁皇の身体のケアが大変だったと魁皇の引退後に振り返っており、現役終盤は腰痛が悪化していたためおちおち電球の交換も頼めなかった。「魁皇を買い物なんかに連れだしてんじゃねぇ」と相撲ファンに反発されるのを恐れ、当時は買い物もろくに一緒に行ったことが無かった。2人のデートも治療院と病院の2パターンのみであった。魁皇の引退後、引退相撲開催を巡る労力的負担が原因で2回ほど離婚危機があった。

### 他の力士との関係
高砂部屋の弓取り力士に、「弓取り関取」で話題となった皇牙（元十両、2007年5月場所直前に引退。十両昇進後も引退直前まで弓取り式を務めた）がいたが、皇牙も直方市出身でしかも出身中学校（直方第二中学校）の5学年後輩であり、四股名は魁皇から一字拝借したものである。さらに、鳴戸部屋出身の元前頭・力櫻が、プロレス転向後「力皇」と改名したきっかけも、大相撲では同期入門だった魁皇にあやかったものと言われた。
2015年6月20日、先輩大関だった貴ノ浪こと19代音羽山親方が43歳で急病死。学年は魁皇が1年後輩で、幕内では51回対戦した（魁皇の24勝27敗、優勝決定戦で1敗）。青森県出身の貴ノ浪は、かつて現役時代の九州場所について「魁皇にとってはホームゲーム、こちらはアウェーゲームみたいなものだ」と発言していた。一方魁皇は貴ノ浪を「スケールが大きくて豪快」と振り返り、「明るく周りを和ませてくれる人柄だった」とコメント。「心臓が悪いと聞いていたが、最近は元気だと思っていたからまだ信じられない。体調が悪くても人に見せなかったから、本当はしんどかったのかも。これからお互い協会の為に頑張ろうと思っていたのに…」と早過ぎる死を惜しんでいた。
さらに1年後の2016年7月31日、「昭和の大横綱」こと千代の富士・13代九重親方が61歳で逝去。「九重親方の1000勝は私と比べるものではない。あの体で大きな相手を倒したのは凄いしレベルが違う。本当に悲しい」と追悼のコメントを述べていた。
2024年4月6日、「花の六三組」の同期生だった元横綱・曙太郎が54歳で他界。同年4月14日、曙の葬儀に参列した魁皇は「あんな大きな人を見たのは初めて。稽古するのが怖かった」と現役時代を振り返りつつ、「再び元気な姿で逢いたかった。今後はゆっくり休んで欲しい」と偲んでいた。

#### 戦友・千代大海
また、20代佐ノ山（2011年当時・現九重）の千代大海も「古い戦友としてお疲れさまと言いたい。この日の一番と雰囲気を見て最後になると感じたが、ファンのために一日でも長く土俵に上がる姿勢には感動していた。今まで本当に立派だった」と称賛している。なお千代大海と幕内での取組は通算で54回も対戦したが、これは当時で大相撲史上2位 の記録だった。対戦成績は魁皇の34勝20敗（内1勝は不戦勝）。2010年1月場所、大関から関脇に陥落した千代大海は、同場所の3日目で魁皇に敗れたこの一番（魁皇の勝利で史上最多の幕内808勝を記録）が現役最後の相撲となり、翌4日目に千代大海は引退を表明した。魁皇も取組前から千代大海とはこれで最後と感じ取っており、勝ったにも関わらず悲しそうな顔をしていた。幕内最多勝記録達成という事もあってNHKのインタビュールームに呼ばれたが、魁皇は「俺と千代大海の関係を知ってるだろう。今日で引退するかもしれないのに、勝利者インタビューなんて行けるわけないじゃないか」と拒否した。
2022年に千代大海が語ったところによると、魁皇は千代大海の涙腺を2回崩壊させたという。1度目は千代大海を破って千代大海の師匠である千代の富士の幕内白星記録(807勝)を破った後に、歴代最多勝のインタビューを断ったという話の後で前述の言葉を聞いた時に風呂場で、2度目は千代大海への配慮で前述のように敢えて大関在位記録を破らず引退した時である。

### 取組に関するエピソード
2003年9月場所5日目の高見盛戦、左差しを使われ、あっさり土俵外へ出されてしまう（決まり手は押し出し）。魁皇は同年5月場所に11勝（次点）、7月場所に12勝（優勝）を挙げており9月場所に綱取りをかけていたが、結果的には7勝8敗で終え、綱取りから一転角番に追い込まれた。魁皇は高見盛が普段から稽古場で手抜きをしていることに対して批判している立場であったため、この結果に激怒。敗戦の直後憮然としながら土俵を下り、直後のインタビューで「けいこ場では力を出さないのに、こんな時だけ力を出す。あいつは相撲取りとして、許せない」という意味のコメントを、声を荒らげながら口にした。
大関昇進前、優勝決定戦にも2度出場（いずれも敗退）しているが、5人の決定戦と、4人の決定戦であった。ここに記した貴乃花、曙、武蔵丸、若乃花、貴ノ浪という横綱大関陣は古今有数の強力布陣との評価もあり、千代大海がチャンスをうまく掴んで大関に昇進したが、魁皇・武双山・栃東らはこの5人衆＋千代大海の影響で大関昇進に苦労した。

### 引退に際してのエピソード
引退記者会見で魁皇は思い出の取組に、2000年1月場所千秋楽で当時関脇の武双山（現・藤島親方）に敗れて7勝8敗と負け越し、また武双山の幕内初優勝も献上した一番を挙げ「その時の悔しさがあったから、自分も大関に上がれた」とコメント。さらに「意識した対戦相手は?」との質問には「武双山は年も近いしライバルと言われていたので、常に負けたくないと思っていた。最近では千代大海（現・14代九重親方）。同じように怪我で苦しんでお互い引き際を無くして、どうしようかと話したこともある」と語っていた。

### 親方として
1998年7月場所の第66代横綱・若乃花勝以来、2017年3月場所に日本出身力士として19年振りに誕生した第72代横綱・稀勢の里は、新横綱の場所13日目の第70代横綱・日馬富士戦で、左肩周辺の筋肉を部分断裂する大怪我を負いながらも優勝。だがその後も相次ぐ故障に泣かされて、横綱昇進以降途中休場5回・全休4回も繰り返し、進退を掛けた2019年1月場所も初日から3連敗の成績不振で現役引退を表明。その報道に関して浅香山親方は「けがは（力士にとって）付き物で、皆すること。ケガとどう向き合うかでその先の人生が変わる」と指摘した上で、「稀勢の里は負傷の直後から徹底的に治して、稽古をしっかり出来るように成ってから本場所に出るべきだった。試す場もないまま、延々と中途半端に場所へ出たように見える。横綱だから番付は落ちないし、半年位堂々と休めば良かった」と、結局在位12場所の短命横綱に終わった事を悔やんでいる。
35歳の時に買った愛犬は病弱なため日頃からいたわっていたが、その経験から親方になってからは弟子にも体調が悪い時にはすぐに病院へ行くよう促すようになった。本人は「おかげで丸くなったかな」と笑っている。2023年の1月頃に愛犬は死去しており、その後も「夢でも良いから会いたい」と思うことがある。2023年9月時点で飼っているのはその愛犬の息子。「失うのはもう辛いからね。飼うのはこれが最後かな」。
弟子に学生相撲出身者や外国人力士がいないことについて、そもそものルートがないと前置きしたうえで「あとからすごい人が入って、あっという間に番付を抜かれると、コツコツ頑張っている子のやる気に影響してしまう」とコメントしている。浅香山部屋は2024年2月に表面化した不祥事により閉鎖する宮城野部屋の受け入れ先と報じられていたが、受け入れ先とならなかった要因の一つともみられる。

### 記録
2007年（平成19年）1月場所で、小結以上在位71場所の新記録を樹立した。
昭和時代に初土俵を踏んだ最後の関取経験者である（力士全体では華吹大作）。

### その他
2009年11月9日に自伝「怪力」（ベースボール・マガジン社）が発売された。発売前々日の7日には紀伊国屋書店福岡本店でサイン会が行われた。同年12月18日には、文化放送の正月特番「新春スポーツスペシャル 工藤公康・魁皇 新春ビッグ対談〜生涯現役！」で、埼玉西武ライオンズに復帰した工藤公康との対談に臨み、「生涯現役」にこだわることを宣言。魁皇と工藤はこのとき初対面だった。対談の様子は翌年1月2日に放送された。
2019年10月、内閣総理大臣顕彰受賞者として、今上天皇の即位の礼に大相撲界から唯一招待された。10月22日の即位礼正殿の儀には紋付袴の正装で臨み、同月29日の饗宴の儀にも出席した。
酒豪かつ酒癖の悪い人物として有名で、酒に酔って暴れた逸話もいくつかある。酒に強く酒癖が悪いことについては父親譲りだという。

## 略歴
- 1988年
  - 3月場所 - 初土俵、同期の曙、貴花田（後に貴乃花）、若花田（後に若乃花）、和歌乃山、力櫻、琴乃峰などと花の六三組と称される
- 1992年
  - 1月場所 - 新十両、四股名を本名の古賀から魁皇（読みは最初「かいこう」とする予定だったが、師匠に力強さがないと言われ、「かいおう」）に改名
- 1993年
  - 5月場所 - 同期の曙、貴花田、若花田にやや出遅れたが20歳の若さで新入幕、しかし負け越して翌場所十両へ陥落（4勝11敗）
  - 11月場所 - 再入幕、二桁勝利を挙げるも三賞ならず（10勝5敗）
- 1994年
  - 3月場所 - 中日・横綱曙に勝利し自身初の金星を獲得、及び初の三賞を受賞（殊勲賞・9勝6敗）
  - 5月場所 - 新三役（小結昇進）
- 1995年
  - 1月場所 - 新関脇、以降13場所連続で関脇在位
- 1996年
  - 11月場所 - 優勝同点（11勝4敗）、曙・若乃花・武蔵丸・貴ノ浪ら5人で自身初の幕内優勝決定戦に出場
- 1997年
  - 1月場所 - 15場所振りに負け越し（6勝9敗）、13場所守り続けた関脇から陥落
  - 3月場所 - 2度目の優勝同点（12勝3敗）、貴乃花・曙・武蔵丸ら4人で優勝決定戦に出場
  - 5月場所 - 左腸腰筋及び恥骨筋筋挫傷で12日目から自身初の幕内での途中休場
  - 7月場所 - 公傷で全休
  - 9月場所 - 左腸腰筋及び恥骨筋筋挫傷の回復が遅れ11日目から再び途中休場
- 1998年
  - 5月場所-9月場所 - 自身初の幕内での3場所連続皆勤での負け越し
- 1999年
  - 6月12日 - 元女子プロレスラー・充子夫人と結婚
  - 7月場所 - 10日目を終えて3勝7敗と不調であったが、終盤5連勝して勝ち越し。大関昇進への挑戦権を辛うじて継続した。
- 2000年
  - 1月場所 - 7勝7敗で迎えた千秋楽で、自身が最も印象に残ると振り返る武双山との一番、立合い変化が失敗し一方的に押し倒されて負け越してしまう。継続してきた大関昇進への挑戦権が振り出しに戻った。かたや武双山はこの一番で初の幕内優勝が決定し、明暗を分けた。
  - 2月21日 - 年寄名跡・浅香山を取得
  - 3月場所 - 13日目を終えて6勝7敗と追い込まれるも、14日目、千秋楽と連勝して勝ち越し。再び大関昇進に向けての橋頭堡を築く。
  - 5月場所 - 自身初の幕内最高優勝（14勝1敗）
  - 7月場所 - 11勝4敗で10回目の殊勲賞（歴代1位タイ）、大関昇進を決め大関推挙伝達式での口上は「大関の地位を汚さぬよう稽古に精進します」、花の六三組では曙、貴乃花、若乃花に次ぐ4人目の大関。なお戦後に大関昇進を果たした力士のうち、十両での休場と、幕内からの十両以下への陥落の双方を経験したのは大麒麟、旭國、千代の富士、琴風、魁皇  の5人のみ（大麒麟と千代の富士、琴風は幕下までの陥落を経験）。
  - 9月場所 - 新大関、直前の稽古で親指を骨折しながらも終盤まで優勝を争い11勝4敗
  - 11月場所 - 大関として九州に凱旋（11勝4敗）、武蔵丸との一番で珍しい「一本背負い」を決める（魁皇は中学校時代まで柔道の経験がある）
  - 11月 - 直方市市民栄誉賞受賞。5月場所での初優勝が評価された[67]。
- 2001年
  - 3月場所 - 2度目の幕内最高優勝（13勝2敗）、武双山との千秋楽ライバル対決であったが千秋楽に2人が優勝をかけて対戦するのは最初で最後
  - 5月場所 - 初の綱獲り場所、腰椎椎間板ヘルニア及び左腰神経根麻痺のため9日目から途中休場
  - 7月場所 - 初の角番、3度目の幕内最高優勝（13勝2敗）
  - 9月場所 - 2度目の綱獲り場所、腰椎椎間板ヘルニア及び左腰神経根麻痺が再発のため4日目から途中休場
  - 10月6日 - 福北ゆたか線電化開業、特急かいおうの運行開始[68]
  - 11月場所 - 2度目の角番、千秋楽結びで武蔵丸に勝利した際に会場から祝福の座布団が舞う
- 2002年
  - 7月場所 - 左上腕二頭筋長頭及び短頭断裂のため4日目から途中休場
  - 9月場所 - 3度目の角番
  - 11月場所 - 右上腕二頭筋長頭腱断裂のため4日目から途中休場
- 2003年
  - 1月場所 - 公傷で全休
  - 3月場所 - 4度目の角番
  - 7月場所 - 千代大海との相星決戦を制し、4度目の幕内最高優勝（12勝3敗）
  - 9月場所 - 3度目の綱獲り場所、15日間皆勤するも大関での皆勤での初の負け越し（7勝8敗）
  - 11月場所 - 5度目の角番、坐骨骨折に悩むが二桁勝利（10勝5敗）
- 2004年
  - 9月場所 - 5度目の幕内最高優勝（13勝2敗）
  - 11月場所 - 4度目の綱獲り場所、千秋楽で朝青龍を寄り切って優勝次点の成績（12勝3敗）を挙げるも横綱昇進は見送りに
- 2005年
  - 1月場所 - 5度目の綱獲り場所、左肩腱板炎のため10日目から途中休場
  - 3月場所 - 6度目の角番、左肩及び左上腕を怪我（10勝5敗）
  - 5月場所 - 初日から5連勝するも、左腰部筋筋膜炎のため6日目から途中休場
  - 7月場所 - 7度目の角番（小錦と並び角番史上2位タイ）、10勝5敗で角番脱出
  - 9月場所 - 右大腿屈筋筋繊維断裂のため4日目から途中休場
  - 11月場所 - 8度目の角番、地元の声援もあり10勝5敗、琴ノ若の引退により幕内最古参力士
- 2006年
  - 1月場所 - 2日目に通算勝星800勝達成、腰椎椎間板症のため9日目から途中休場
  - 3月場所 - 9度目の角番、12日目までに5勝7敗と引退の瀬戸際に追い込まれるも13日目から3連勝で千秋楽に勝ち越しを決めて角番脱出
  - 5月場所 - 初日から2連敗して再び引退が騒がれたが、3日目から8連勝して10日目に勝ち越し引退説を弾き飛ばす
  - 9月場所 - 戦後初の34歳大関、本年2度目の腰椎椎間板症のため7日目から途中休場
  - 11月場所 - 10度目の角番、初日から8連勝で角番脱出、途中まで優勝争いにも入ったが投げ主体の取り口で内容に乏しく後半戦は失速し10勝5敗に終わったものの1年ぶりの2桁勝利、全日程終了後は「来年も九州に現役で戻って来られるように頑張ります」と力強く話す
- 2007年
  - 5月場所 - 初日から6連勝で通算勝星861勝達成（寺尾の860勝を抜いて歴代単独5位）、13日目に朝青龍を2004年11月場所以来15場所ぶりに破り連敗を8で止める、3場所ぶりの10勝5敗だった。
  - 7月場所　- 4日目に史上6人目の幕内勝星700勝達成、11日目に勝ち越したが左大腿屈筋損傷のため13日目から途中休場
  - 9月場所 - 3日目に戦後最年長大関、左大腿屈筋損傷のため6日目から途中休場
  - 11月場所 ‐ 11度目角番、大関在位44場所（北天佑と並び歴代3位タイ）、14日目に勝ち越して角番脱出、取り組み後に現役続行への意欲も示し「とことん、飽きられるまでやるのも…」と熱い想いを語る
- 2008年
  - 5月場所 - 初日に史上4人目の通算勝星900勝達成、13日目に5月場所は2年連続で朝青龍を破る（同じ決まり手「上手出し投げ」で勝っている）
  - 7月場所 - 12日目（36歳の誕生日）に幕内勝星747勝達成（大鵬の746勝を抜き歴代単独3位）
  - 11月場所 - 大関在位50場所（貴ノ花と並び歴代2位タイ）、右下腿三頭筋筋挫傷及び左上腕三頭筋筋挫傷のため4日目から途中休場
- 2009年
  - 1月場所 - 12度目の角番（当時千代大海と並び角番歴代1位タイ）、12日目に勝ち越して角番脱出、大関在位51場所（歴代単独2位）、幕内在位93場所（高見山に次いで寺尾と並び歴代2位タイ）
  - 3月場所 - 幕内在位94場所（寺尾を抜き歴代単独2位）
  - 7月場所 - 3日目に通算勝星952勝達成（北の湖の951勝を抜き歴代単独3位）、13日目は37歳の誕生日
  - 9月場所 - 幕内在位97場所（高見山と並び歴代1位タイ「一時は絶対に破られない記録」とまで言われていた）、10日目に通算勝星965勝達成（大潮を抜き歴代単独2位、この10日目は9月22日であり、魁皇以前に大潮の964勝を抜いた千代の富士が965勝目を記録したのも、奇しくも平成元年9月場所13日目の9月22日で、それからちょうど20年後の出来事だった）
  - 11月場所 - 幕内在位98場所（歴代単独1位）、3日目に史上3人目の幕内勝星800勝達成、10日目に幕内勝星805勝達成（北の湖の804勝を抜き歴代単独2位）、千秋楽で琴光喜に勝利し8勝7敗、1958年から始まった年6場所制度では52年の歴史で幕内史上初の「年6場所全て8勝7敗」という珍記録達成
- 2010年
  - 1月場所 - 2日目に豪栄道に勝ち（この1番は魁皇得意の左四つ右上手）、19年ぶりに千代の富士の持つ幕内通算807勝達成、3日目に長年共に支えあってきた千代大海に勝って（豪快な送り投げ）幕内勝星808勝達成（歴代単独1位）、9勝6敗（9勝以上は8場所ぶり）また、横綱白鵬にも2006年3月場所以来となる勝利をし、対白鵬戦の連敗を17でストップした。
  - 2月 - 直方市特別市民栄誉賞受賞。幕内通算最多勝星をはじめ、相撲での業績と市民からの支持が高く評価された[67][67]。
  - 3月場所 - 史上初の「幕内在位100場所」達成、8勝7敗で「3月場所20年間連続勝ち越し」という未曾有の記録達成
  - 4月26日 - 内閣総理大臣顕彰受賞。幕内通算最多勝星、幕内在位100場所の功績が称えられた[69]。
  - 5月場所 - 史上初の「関取在位111場所」及び「幕内連続在位100場所」達成（新入幕直後に十両に陥落しているため幕内通算在位では101場所）、千秋楽に大関・琴欧洲を破り千代の富士（通算勝星1045勝）以来史上2人目となる「通算勝星1000勝」達成、観客は2日前に優勝を決めていた横綱白鵬の取組よりも大きな声援を贈る
  - 7月場所 - 大関以上の地位で日本出身の力士は魁皇1人、8日目まで6勝2敗と好調だったがその後2連敗、左肩甲下筋腱断裂の疑いで11日目から途中休場、休場中の14日目に38歳の誕生日
  - 9月場所 - 13度目の角番、横綱大関総当たりの地位となる前頭3枚目以上の連続在位100場所達成（下表参照）、5日目に幕内出場数1379回（寺尾を抜いて歴代単独2位）、2日目に右太股、4日目に右膝を痛め、中日までに黒星が先行して角番脱出絶望的かと思われたが、その後2大関を破るなど少しずつ星を戻して14日目に稀勢の里を寄り切り角番脱出
  - 11月場所 - 2日目から11連勝を記録するが白鵬との直接対決で完敗、14日目の豊ノ島戦にも敗れ優勝の可能性が消えたが12勝3敗で2007年5月場所以来の二桁勝利と2004年11月場所以来の12勝3敗の好成績を挙げた。
- 2011年
  - 1月場所 - 土佐ノ海が11月場所を最後に引退したためこの場所から関取最年長力士となる。12日目に把瑠都に勝ち、史上初の通算100場所勝ち越しを達成した。
  - 5月技量審査場所 - 12日目の把瑠都戦で幕内出場数1431回（高見山を抜いて歴代単独1位）を達成。この場所は9勝止まりであったため、千代の富士の持つ通算勝星1045の記録には僅か1勝届かなかったが、千秋楽に白鵬に2010年1月場所以来となる勝利をした。
  - 7月場所 - 大関在位65場所（千代大海と並び歴代1位タイ）。坐骨神経痛を発症し初日から3連敗と足踏みしたものの4日目に豊ノ島に勝ち、歴代1位となる千代の富士の持つ通算1045勝と肩を並べた。5日目には旭天鵬と対戦。得意の右上手を取り、寄り切りで白星をあげ、ついに通算1046勝となり単独1位となった。7日目の安美錦戦で寄り倒して通算1047勝を挙げたが、これが現役最後の白星となった。
  - 7月19日 - 10日目琴欧洲戦の敗北を最後に現役引退を表明。
  - 8月20日 - 福岡県民栄誉賞と直方特別市民文化栄誉賞を受賞。
- 2012年
  - 5月27日 - 両国国技館で引退相撲及び断髪式を開催披露。

## 主な成績

### 通算成績
- 通算出場：1,731回（歴代5位）
- 幕内出場：1,444回（歴代2位）
- 通算成績：1,047勝700敗158休（通算勝星：歴代2位、140場所）勝率.599[1]
- 幕内成績：879勝581敗141休（幕内勝星：歴代2位）勝率.602
- 大関成績：524勝328敗119休（大関勝星：歴代1位）勝率.615
- 現役在位：140場所
- 幕内在位：107場所（歴代1位）
- 大関在位：65場所（千代大海と並んで歴代1位タイ）
- 関脇・小結在位：32場所（歴代2位）（関脇21場所（歴代2位タイ）、小結11場所（歴代8位タイ））
- 対横綱戦勝利：37勝（歴代6位・最高位が大関以下の力士の中では朝潮に次いで歴代2位）（曙6勝、貴乃花12勝、若乃花2勝、武蔵丸7勝、朝青龍8勝、白鵬2勝）
  - うち関脇以下で22勝、安芸乃島と並んで歴代1位タイ。
- 通算（幕内）連続勝ち越し記録：14場所（1994年9月場所〜1996年11月場所）
- 幕内2桁連続勝利記録：7場所（2003年11月場所〜2004年11月場所）

### 各段優勝
- 幕内最高優勝：5回（2000年5月場所、2001年3月場所、2001年7月場所、2003年7月場所、2004年9月場所）
  - 最高位が大関以下の力士の中では優勝制度導入後歴代1位
- 幕下優勝：1回（1991年7月場所）
- 三段目優勝：1回（1990年7月場所）

### 三賞・金星
- 三賞：15回（歴代3位）
- 殊勲賞：10回（1994年3月場所、1995年1月場所、1995年9月場所、1996年1月場所、1996年5月場所、1996年7月場所、1997年3月場所、1998年3月場所、2000年5月場所、2000年7月場所）（歴代1位タイ）
- 敢闘賞：5回（1995年11月場所、1996年11月場所、1999年7月場所、1999年11月場所、2000年5月場所）
- 金星：6個（曙2個、貴乃花3個、若乃花1個）

### 場所別成績
| | 一月場所 初場所（東京） | 三月場所 春場所（大阪） | 五月場所 夏場所（東京） | 七月場所 名古屋場所（愛知） | 九月場所 秋場所（東京） | 十一月場所 九州場所（福岡） |
| --- | ----------------------- | ----------------------- | ----------------------- | --------------------------- | ----------------------- | --------------------------- |
| 1988年 （昭和63年） | x                       | （前相撲）              | 西序ノ口15枚目 3–4      | 西序ノ口12枚目 5–2          | 東序二段118枚目 3–4     | 西序二段133枚目 6–1         |
| 1989年 （平成元年） | 西序二段60枚目 2–5      | 東序二段91枚目 7–0      | 東三段目82枚目 2–5      | 東序二段11枚目 2–5          | 西序二段35枚目 5–2      | 東三段目92枚目 6–1          |
| 1990年 （平成2年） | 東三段目38枚目 4–3      | 東三段目23枚目 3–4      | 東三段目41枚目 4–3      | 西三段目23枚目 優勝 7–0     | 東幕下17枚目 2–5        | 東幕下32枚目 3–4            |
| 1991年 （平成3年） | 西幕下42枚目 3–4        | 西幕下53枚目 6–1        | 東幕下26枚目 3–4        | 西幕下36枚目 優勝 7–0       | 東幕下5枚目 4–3         | 東幕下2枚目 5–2             |
| 1992年 （平成4年） | 西十両10枚目 7–8        | 西十両11枚目 8–5–2      | 西十両8枚目 休場 0–0–15 | 西十両8枚目 9–6             | 東十両3枚目 7–8         | 東十両5枚目 8–7             |
| 1993年 （平成5年） | 東十両3枚目 8–7         | 西十両筆頭 9–6          | 西前頭15枚目 4–11       | 西十両6枚目 10–5            | 西十両筆頭 10–5         | 西前頭15枚目 10–5           |
| 1994年 （平成6年） | 西前頭6枚目 8–7         | 西前頭筆頭 9–6 殊★      | 東小結 8–7              | 東小結 5–10                 | 東前頭2枚目 9–6         | 東小結 8–7                  |
| 1995年 （平成7年） | 東関脇 8–7 殊           | 東関脇 8–7              | 西関脇 9–6              | 東関脇 9–6                  | 西関脇 11–4 殊          | 東関脇 9–6 敢               |
| 1996年 （平成8年） | 東関脇 10–5 殊          | 東関脇 9–6              | 西関脇 11–4 殊          | 東関脇 10–5 殊              | 東関脇 9–6              | 西関脇 11–4 敢              |
| 1997年 （平成9年） | 東関脇 6–9              | 東前頭筆頭 12–3 殊★     | 東関脇 7–5–3            | 西小結 休場 0–0–15          | 西小結 3–8–4            | 東前頭3枚目 8–7             |
| 1998年 （平成10年） | 東小結 8–7              | 西小結 8–7 殊           | 西関脇 7–8              | 西小結 7–8                  | 東前頭筆頭 7–8 ★        | 西前頭筆頭 8–7 ★            |
| 1999年 （平成11年） | 東前頭筆頭 9–6          | 西小結2 10–5            | 西関脇 12–3 敢          | 東関脇 8–7                  | 東関脇 9–6              | 東関脇 11–4 敢              |
| 2000年 （平成12年） | 東関脇 7–8              | 西小結 8–7              | 西小結 14–1 敢殊        | 東関脇 11–4 殊              | 東大関2 11–4            | 東大関1 11–4                |
| 2001年 （平成13年） | 東大関1 10–5            | 東大関1 13–2            | 東大関1 4–5–6           | 東大関3 13–2                | 東大関1 0–4–11          | 東大関2 10–5                |
| 2002年 （平成14年） | 東大関1 9–6             | 西大関2 12–3            | 東大関1 11–4            | 東大関1 0–4–11              | 東大関2 12–3            | 東大関1 2–2–11              |
| 2003年 （平成15年） | 西大関3 休場 0–0–15     | 西大関2 10–5            | 西大関1 11–4            | 東大関1 12–3                | 東大関1 7–8             | 東大関2 10–5                |
| 2004年 （平成16年） | 東大関2 10–5            | 西大関1 13–2            | 西大関1 10–5            | 東大関1 11–4                | 東大関1 13–2            | 東大関1 12–3                |
| 2005年 （平成17年） | 東大関1 4–6–5           | 西大関1 10–5            | 東大関1 5–1–9           | 西大関2 10–5                | 東大関1 0–4–11          | 西大関2 10–5                |
| 2006年 （平成18年） | 西大関1 3–6–6           | 西大関2 8–7             | 西大関2 9–6             | 東大関2 9–6                 | 東大関2 1–6–8           | 西大関3 10–5                |
| 2007年 （平成19年） | 東大関2 8–7             | 西大関2 8–7             | 東大関2 10–5            | 東大関1 8–5–2               | 東大関2 1–5–9           | 西大関2 9–6                 |
| 2008年 （平成20年） | 東大関2 8–7             | 東大関2 8–7             | 西大関1 8–7             | 東大関2 9–6                 | 東大関2 9–6             | 西大関 1–3–11               |
| 2009年 （平成21年） | 西大関2 8–7             | 東大関2 8–7             | 東大関2 8–7             | 東大関2 8–7                 | 西大関2 8–7             | 西大関2 8–7                 |
| 2010年 （平成22年） | 西大関2 9–6             | 東大関2 8–7             | 西大関2 9–6             | 西大関3 6–5–4               | 西大関2 8–7             | 西大関2 12–3                |
| 2011年 （平成23年） | 東大関1 9–6             | 八百長問題 により中止   | 西大関1 9–6             | 東大関2 引退 3–8–0          | x                       | x                           |
| 各欄の数字は、「勝ち-負け-休場」を示す。 優勝 引退 休場 十両 幕下 三賞：敢=敢闘賞、殊=殊勲賞、技=技能賞 その他：★=金星 番付階級：幕内 - 十両 - 幕下 - 三段目 - 序二段 - 序ノ口 幕内序列：横綱 - 大関 - 関脇 - 小結 - 前頭（「#数字」は各位内の序列） |                         |                         |                         |                             |                         |                             |

## 合い口
- 元横綱・曙には6勝25敗。最後の勝利は1999年9月場所で、決まり手は下手投げ。
- 元横綱・貴乃花には12勝27敗。他に優勝決定戦で1敗がある。貴乃花の大関在位中は6敗、横綱昇進後は12勝21敗。最後の勝利は2000年7月場所で、決まり手は切り返し。
- 元横綱・若乃花には14勝15敗(不戦勝1を含む)。若乃花の大関在位中は12勝11敗(不戦勝1を含む)、横綱昇進後は2勝4敗。最後の勝利は1999年9月場所で、決まり手は押し出し。
- 元横綱・武蔵丸には20勝26敗。武蔵丸の大関在位中は13勝18敗、横綱昇進後は7勝8敗。最後の勝利は2002年9月場所で、決まり手は外掛け。
- 元横綱・朝青龍には12勝25敗。大関同士の対戦は魁皇の1勝、朝青龍の横綱昇進後は8勝21敗。最後の勝利は2009年7月場所で、決まり手は小手投げ。
- 元横綱・白鵬には6勝27敗(不戦勝1、不戦敗1を含む)。大関同士の対戦は4敗、白鵬の横綱昇進後は2勝18敗。最後の勝利は2011年5月場所で、決まり手は寄り切り。
- 元横綱・日馬富士には12勝16敗(不戦敗1を含む)。大関同士の対戦は4勝9敗(不戦敗1を含む)、日馬富士の横綱昇進後は対戦なし。最後の勝利は2011年5月場所で、決まり手は引っ掛け。
- 元横綱・鶴竜には6勝10敗。いずれも鶴竜が大関に昇進前の対戦である。
- 元横綱・稀勢の里には12勝16敗。いずれも稀勢の里の大関昇進前の対戦である。
- 元大関・小錦には大関陥落後に対戦して2勝1敗。
- 元大関・霧島には大関陥落後に対戦して2戦全勝。
- 元大関・貴ノ浪には24勝27敗。他に優勝決定戦で1敗がある。貴ノ浪の大関在位中は17勝20敗。大関同士の対戦はなし。
- 元大関・千代大海には34勝20敗(不戦勝1を含む)。大関同士の対戦は27勝12敗(不戦勝1を含む)。最後の勝利となった2010年1月場所が、千代大海の最後の取組となった。決まり手は、送り投げ。
- 元大関・出島には25勝15敗。大関同士の対戦は3勝1敗。
- 元大関・武双山には31勝17敗(不戦勝2を含む)。大関同士の対戦は13勝3敗(不戦勝2を含む)。
- 元大関・雅山には31勝15敗(不戦勝1、不戦敗1を含む)。大関同士の対戦は5戦全勝。
- 元大関・栃東には22勝13敗(不戦勝1、不戦敗1を含む)。大関同士の対戦は8勝6敗。
- 元大関・琴欧洲には12勝16敗。大関同士の対戦は10勝15敗。2011年7月場所で敗れた対戦が、現役最後の一番となった。
- 元大関・琴光喜には17勝25敗(不戦勝1、不戦敗1を含む)。大関同士の対戦は7勝6敗。
- 元大関・把瑠都には8勝7敗。大関同士の対戦は3勝3敗。
- 元大関・琴奨菊には16勝12敗(不戦敗1を含む)。いずれも琴奨菊の大関昇進前の対戦である。
- 元大関・豪栄道には5勝6敗。いずれも豪栄道の大関昇進前の対戦である。
- 元大関・栃ノ心には6勝2敗。いずれも栃ノ心の大関昇進前の対戦である。

### 幕内対戦成績
| 力士名   | 勝数  | 負数  | 力士名   | 勝数  | 負数 | 力士名   | 勝数  | 負数  | 力士名   | 勝数  | 負数  |
| -------- | ----- | ----- | -------- | ----- | ---- | -------- | ----- | ----- | -------- | ----- | ----- |
| 蒼樹山   | 4     | 1     | 安芸乃島 | 25    | 6    | 曙       | 6     | 25    | 朝青龍   | 12    | 25    |
| 朝赤龍   | 11    | 5     | 朝乃翔   | 1     | 2    | 朝乃若   | 0     | 2     | 旭豊     | 7     | 2     |
| 安美錦   | 18    | 8     | 阿覧     | 6     | 1    | 岩木山   | 11    | 0     | 皇司     | 1     | 0     |
| 隠岐の海 | 0     | 2(1)  | 小城錦   | 6     | 2    | 小城ノ花 | 2     | 0     | 海鵬     | 2     | 1     |
| 垣添     | 10    | 2     | 鶴竜     | 6     | 10   | 春日王   | 0     | 1     | 春日富士 | 2     | 2     |
| 巌雄     | 2     | 2     | 稀勢の里 | 12    | 16   | 北勝鬨   | 2     | 0     | 北太樹   | 2     | 0     |
| 旭鷲山   | 16    | 3     | 旭天鵬   | 34    | 5(1) | 鬼雷砲   | 1     | 2     | 霧島     | 2     | 0     |
| 久島海   | 1     | 0     | 剣晃     | 6     | 5    | 豪栄道   | 5     | 6     | 五城楼   | 1     | 0     |
| 黒海     | 6     | 8(1)  | 琴稲妻   | 8     | 1    | 琴欧洲   | 12    | 16    | 琴奨菊   | 16    | 12(1) |
| 琴錦     | 12    | 16    | 琴ノ若   | 22    | 8    | 琴富士   | 1     | 1     | 琴別府   | 5     | 1     |
| 琴光喜   | 17(1) | 25(1) | 琴龍     | 9     | 0    | 小錦     | 2     | 1     | 敷島     | 5(1)  | 0     |
| 霜鳥     | 5     | 1     | 翔天狼   | 1     | 0    | 大至     | 3     | 0     | 大翔鳳   | 3     | 1     |
| 大翔山   | 0     | 1     | 大善     | 3     | 1    | 貴闘力   | 21    | 11    | 貴ノ浪   | 24    | 27*   |
| 貴乃花   | 12    | 27*   | 隆乃若   | 8     | 1    | 高見盛   | 6     | 3(1)  | 隆三杉   | 2     | 1     |
| 豪風     | 6     | 3     | 玉海力   | 1     | 0    | 玉春日   | 9     | 4     | 玉乃島   | 19    | 5(2)  |
| 玉鷲     | 1     | 1     | 千代大海 | 34(1) | 20   | 千代天山 | 5(1)  | 0     | 出島     | 25    | 15    |
| 寺尾     | 7     | 2     | 闘牙     | 9     | 3    | 時津海   | 4     | 1     | 時天空   | 7     | 5(1)  |
| 徳瀬川   | 1     | 0     | 土佐ノ海 | 30    | 10   | 栃東     | 22(1) | 13(1) | 栃煌山   | 9     | 1     |
| 栃栄     | 1     | 0     | 栃ノ心   | 6     | 2    | 栃乃洋   | 25    | 12(1) | 栃乃花   | 1     | 3     |
| 栃乃和歌 | 5     | 4(1)  | 智ノ花   | 1     | 1    | 豊ノ島   | 7     | 8     | 豊響     | 1     | 0     |
| 浪之花   | 5     | 0     | 白馬     | 1     | 0    | 白鵬     | 6(1)  | 27(1) | 白露山   | 1     | 0     |
| 濱ノ嶋   | 5     | 1     | 追風海   | 3     | 1(1) | 把瑠都   | 8     | 7     | 日馬富士 | 12    | 16(1) |
| 普天王   | 3     | 1     | 豊真将   | 8     | 2    | 北勝力   | 9     | 2     | 舞の海   | 3     | 2     |
| 三杉里   | 5     | 1     | 水戸泉   | 5     | 1    | 湊富士   | 5     | 1     | 雅山     | 31(1) | 15(1) |
| 武蔵丸   | 20    | 26    | 武双山   | 31(2) | 17   | 嘉風     | 2     | 1     | 露鵬     | 5     | 4     |
| 若荒雄   | 0     | 1     | 若翔洋   | 2     | 1    | 若の里   | 21    | 13    | 若乃花   | 14(1) | 15    |
| 若ノ鵬   | 2     | 1     | 和歌乃山 | 7     | 0    |          |       |       |          |       |       |

- 他に優勝決定戦（巴戦も含む）で、貴ノ浪・貴乃花に各1敗がある。

（カッコ内は勝数・負数の中に占める不戦勝、不戦敗の数。）

## 改名歴
- 古賀 博之（こが ひろゆき）1988年3月場所 - 1991年11月場所
- 魁皇 博之（かいおう -）1992年1月場所 - 2011年7月場所

## 年寄名変遷
- 浅香山 博之（あさかやま -）2011年7月場所 -

## 著書
- 『怪力 ― 魁皇博之自伝』（自著、ベースボール・マガジン社、2009年11月）ISBN 978-4-58-310230-6
- 『嫌いなことでも好きになれる。』（自著、徳間書店、2011年10月）ISBN 978-4-19-863269-4